# Majskaja Zaria
Majskaja Zaria (ros. Майская Заря) – wieś (ros. деревня, trb. dieriewnia) w zachodniej Rosji, w sielsowiecie mokowskim rejonu kurskiego w obwodzie kurskim.

## Geografia
Miejscowość położona 1,5 km od centrum administracyjnego sielsowietu (1-ja Mokwa), 6 km na południowy zachód od Kurska, 0,8 km od drogi magistralnej (federalnego znaczenia) M2 «Krym» (część trasy europejskiej E105).
We wsi znajdują się ulice: Otradnaja, Plażnaja, Prochładnaja, Rasswietnaja, Rasswietnyj pierieułok, Rodnikowaja, Tichij pierieułok, Wiekowaja i Wysokij pierieułok (85 posesji).
Klimat
Miejscowość, jak i cały rejon, znajduje się w strefie klimatu kontynentalnego z łagodnym ciepłym latem i równomiernie rozłożonymi opadami rocznymi (Dfb w klasyfikacji klimatów Köppena).

## Demografia
W 2010 r. wieś zamieszkiwały 54 osoby.